# Беляево (Курская область)
Беля́ево — село в Конышёвском районе Курской области России. Административный центр Беляевского сельсовета.

## География
Село находится в северо-западной части Курской области, в пределах Среднерусской возвышенности, в лесостепной зоне, на берегах ручья Ржавец (приток реки Вандарец), на расстоянии примерно 11 км (по прямой) к северо-западу от Конышёвки, административного центра района. Абсолютная высота — 164 м над уровнем моря.

### Климат
Климат характеризуется как умеренно континентальный, с тёплым летом и умеренно холодной зимой. Среднегодовая температура воздуха — 5,1 °C. Абсолютный минимум температуры воздуха самого холодного месяца (января) составляет −37 °C; абсолютный максимум самого тёплого месяца (июля) — 35 °C. Среднегодовое количество атмосферных осадков составляет 582 мм, из которых 460 мм выпадает в тёплый период.
| Показатель                                                                      | Янв. | Фев. | Март | Апр. | Май  | Июнь | Июль | Авг. | Сен. | Окт. | Нояб. | Дек. | Год  |
| ------------------------------------------------------------------------------- | ---- | ---- | ---- | ---- | ---- | ---- | ---- | ---- | ---- | ---- | ----- | ---- | ---- |
| Средний суточный максимум, °C                                                   | −3,9 | −2,9 | 3    | 13,1 | 19,4 | 22,7 | 25,1 | 24,4 | 18,1 | 10,6 | 3,5   | −1   | 11,0 |
| Средняя температура, °C                                                         | −5,9 | −5,4 | −0,6 | 8,3  | 14,7 | 18,3 | 20,8 | 19,8 | 14   | 7,3  | 1,3   | −2,9 | 7,5  |
| Средний суточный минимум, °C                                                    | −8,4 | −8,6 | −4,8 | 2,8  | 9,1  | 13   | 15,8 | 14,7 | 9,8  | 4    | −1    | −5,1 | 3,4  |
| Норма осадков, мм                                                               | 49   | 44   | 48   | 50   | 64   | 70   | 79   | 54   | 57   | 56   | 48    | 48   | 667  |
| Источник: Погода по месяцам c ru.climate-data.org(дата обращения: Октябрь 2021) |      |      |      |      |      |      |      |      |      |      |       |      |      |

### Часовой пояс
Село Беляево, как и вся Курская область, находится в часовой зоне МСК (московское время). Смещение применяемого времени относительно UTC составляет +3:00.

## История
В 1700 году (7208 от сотворения мира) в Беляеве была построена Николаевская церковь. В 1778 году для неё было возведено новое здание. В селе была и вторая церковь — Феодоровская, выстроенная в 1781 году.

## Население
| 2002 | 2010 |
| ---- | ---- |
| 469  | ↘306 |

### Половой состав
По данным Всероссийской переписи населения 2010 года, в половой структуре населения мужчины составляли 45,8 %, женщины — соответственно 54,2 %.

### Национальный состав
Согласно результатам переписи 2002 года, в национальной структуре населения русские составляли 96 %.

## Известные уроженцы
- Копылов, Николай Иосифович (1908—1944) — советский военнослужащий, старший сержант, Герой Советского Союза.